# フィーバー競馬王
フィーバー競馬王（フィーバーけいばおう）は、2002年3月に大同(現:ビスティ)から発売された、表示部分に大型の2枚液晶を配置し、競馬の面白さを再現したパチンコ機のシリーズ名。
CRフィーバー競馬王SPとCRフィーバー競馬王GP、フィーバー競馬王DXの3機種がある。

## 概要
液晶型のデジパチ。業界初の2枚液晶を搭載したワイド画面が特徴的で、大音量スピーカーから臨場感あふれるファンファーレやサウンドが響き渡る。

確変搭載タイプのCR機2種と、時短搭載タイプの現金機がシリーズ機として発売された。確変搭載のSPとGPは、奇数図柄で大当たりすると確変に突入する。DXは奇数図柄揃いと偶数図柄揃いで時短回数が異なるが、大当たり後は必ず時短に突入する。

2枚液晶ということで、ゲージ構成はかなり変則的になっている。盤面センター上部にワープ入り口が配置されており、このワープを通過した玉は、ステージの左右から出現する構造となっている。

ステージは2段式となっており、上段の「VICTORY」に入れば、高確率でヘソ入賞を果たす仕組みとなっている。

当時の台枠として新たに登場した「竜巻Dモデル」は、本機から使用されている。

キャラ紹介
- ピラミッドパワフル

牡馬　5才
脚質　先行
- サムライヘッド

牡馬　7才
脚質　追込
- ロデオスター

牡馬　6才
脚質　差し
- キューティーハート

牝馬　3才
脚質　逃げ
- ブルースアチョー

牡馬　4才
脚質　先行
- ラッキーペガサス

牡馬　3才
脚質　逃げ
- ベルリンノカゼ

牡馬　6才
脚質　差し
- フィーバーセブン

牡馬　5才
脚質　追込
- ゼブラスペシャル

牡馬　5才
脚質　差し
- キャロットガール

牝馬　4才
脚質　先行

## スペック
- CRフィーバー競馬王SP
  - 賞球数 5&12&15
  - 大当たり最高継続 15R（10カウント）
  - 大当たり確率 1/316.6
  - 確変中大当たり確率　1/58.6
  - 確変突入率　1/2
  - 確変期間　10000回転まで/リミッターなし
- CRフィーバー競馬王GP
  - 賞球数 5&12&15
  - 大当たり最高継続 13R（10カウント）
  - 大当たり確率 1/276.2
  - 確変中大当たり確率　1/55.2
  - 確変突入率　1/2
  - 確変期間　10000回転まで/リミッターなし
- フィーバー競馬王DX
  - 賞球数 5&12&13
  - 大当たり最高継続 16R（10カウント）
  - 大当たり確率 1/224.6
  - 時短突入率　100%
  - 時短回数

1･3･5･7･9で大当たり　123回
0･2･4･6･8で大当たり　77回

## 図柄
確変図柄
- 1 - サムライヘッド
- 3 - キューティーハート
- 5 - ラッキーペガサス
- 7 - フィーバーセブン
- 9 - キャロットガール

通常図柄
- 0 - ピラミッドパワフル
- 2 - ロデオスター
- 4 - ブルースアチョー
- 6 - ベルリンノカゼ
- 8 - ゼブラスペシャル

## 演出
予告アクション
レース展開を大きく左右するのが、デジタル回転中に現れる様々な予告キャラである。回転中に画面が上下にスクロールすれば発生チャンスとなり、上方なら「空系」、下方なら「観客系」「電光掲示板系」の予告キャラが出現する。
画面の動きに関係なく発生のチャンスがある「にわとり親子系」や、デジタル停止時に発生する予告「ブヒブヒチャンス」もある。
発展するリーチとの組み合わせ次第で鉄板パターンになるものもある。
- にわとり親子系

コースの中、空、柵の上と様々な場面で出現。にわとり親子が空を飛んでいて、画面外に飛び立てば高確率でリーチへと発展する。
柵の上を走っているパターンは鉄板パターンとなる。
- 空系

画面が上方へとスクロール。上空でアクロバット飛行を飛行機と共に、花火が打ち上がればスーパーリーチ確定となる。
上空にUFOが出現すると「スペースリーチ」へと発展する。
飛行船が登場すれば必ず激アツのリーチに発展し、期待度も大幅にアップする。
- 観客系

画面が下方にスクロールして、スタンドと大観衆が現れればリーチが確定する。
観客が人ではなく、全て馬のパターンが出現したら大当たり確定の鉄板パターンとなる。
- 電光掲示板系

スタンドの左画面に電光掲示板が出現すれば大チャンスとなる。掲示板のメッセージで期待度が激変する。
出現するメッセージは「大穴」「対抗」「本命」の3種類存在する。
大穴が表示されるとチャンスで、対抗が表示されると信頼度が激高となる。本命が表示された場合は鉄板となる。
- ブヒブヒチャンス

図柄は左画面の上段が最初に停止し、次に下段が停止して最後に右画面が停止する。図柄停止時に馬が鼻息を荒げる予告で、最大で3回発生することがある。
鼻息を荒げる馬が多いほど大当たりの期待度もアップする。
1頭目が鼻息を荒げれば高確率でリーチに発展する。2頭目も鼻息を荒げればスーパーリーチが確定する。3頭揃って鼻息を荒げる時はチャンス目が停止しており、「実況中継リーチ」へと発展するチャンスとなる。
チャンス目の停止パターンは全10通りある。

リーチアクション
リーチアクションは全7種類ある。その大半がノーマルリーチからの発展形になる。まずは左画面でリーチ図柄を表示し、右画面でアクションが展開される。
ここからスーパーリーチに発展すれば、2つの画面をフル活用した様々なリーチが繰り広げられる。
- ノーマルリーチ

基本となるリーチアクション。大当たり図柄に近づくほど期待大となり、リーチ中に馬がコケればコケるほど期待度がアップする。
- ロングリーチ

ノーマルリーチハズレ後に再び右画面に馬が登場すればロングリーチに発展。ノーマル同様に馬がコケればコケるほど期待度がアップする。
- メリーゴーランドリーチ

ノーマルリーチハズレ後、右画面に2頭の同じ馬が現れれば舞台は遊園地へ移行する。左右の画面にリーチ図柄が並ぶダブルリーチに発展。大当たりするチャンスもダブルになる。
- スペースリーチ

デジタル回転中に画面がいきなり宇宙へとテイクオフ。無重力らしくフワフワとした動きで宇宙空間を泳ぎ大当たりを目指す。
左右の画面にリーチ図柄が並ぶダブルリーチで、信頼度はかなり高い。
- 障害レースリーチ

リーチ成立と同時に4分割画面に切り替わる。障害を越える度にリタイアする馬が続出し、左上に表示された馬が最後まで生き残れば大当たりとなる。
最終的に残り2頭になり最後の障害物を飛び越える展開が基本だが、いきなり3頭がリタイアしてしまいブッチギリで優勝するパターンなどもあり、レース展開のバリエーションは多彩である。
- デッドヒートリーチ

ノーマルリーチハズレ後、右画面に2頭の馬（大当たり図柄とハズレ図柄）が現れてデッドヒートを繰り広げる。相手を突き飛ばせば大当たりとなる。
負けても背景が黒くなり、天使達が舞い降りてきて復活する大当たり確定のパターンもある。
- 実況中継リーチ

ノーマルリーチハズレ後、またはチャンス目停止で発展のチャンスとなる。競り合う2頭の馬を完全実況する競馬の醍醐味を忠実に再現したアクションが繰り広げられる。最初に右画面に現れる馬券が的中すれば大当たりとなる。
パチンコG1レース「フィーバー記念杯」がスタートし、各馬一斉にゴールを目指して猛ダッシュする。
2つの画面で展開される白熱のレースを、実況アナウンサーがレース展開を完全ナビゲートするので、リアルな音声と共に楽しむことができる。
同着ゴールした場合は運命の写真判定が行われる。

コンベアCHANCE
通常図柄大当たり後はコンベアCHANCEで図柄が再抽選される。2頭の馬が上下のコンベアでレースを繰り広げ、先にゴールした馬の図柄が確定する。
負けたと思いきや、コンベアが逆回転して大逆転するパターンや、図柄が余裕でスキップしている確変昇格確定パターンなどもある。

小当たり&電チュー
確変中の小当たりスペックは優秀で、止め打ちを実践すれば効果も大きい。
|                    | 通常時    | 確変中     |
| ------------------ | --------- | ---------- |
| 小当たり確率       | 10/11     | 10/11      |
| 小デジタル回転時間 | 29.2秒    | 6.0秒      |
| 電チュー開放時間   | 0.2秒 1回 | 1.95秒 2回 |